# Arcidiocesi di Cotieo
L'arcidiocesi di Cotieo (in latino Archidioecesis Cotyaeensis) è una sede soppressa del patriarcato di Costantinopoli e una sede titolare della Chiesa cattolica.

## Storia
Cotieo, identificabile con Kütahya nell'odierna Turchia, è un'antica sede metropolitana della provincia romana della Frigia Terza nella diocesi civile di Asia e nel patriarcato di Costantinopoli.
Originariamente suffraganea dell'arcidiocesi di Sinnada, fu elevata al rango di sede metropolitana attorno all'820, quando fu creata la provincia della Frigia Terza. Nella Notitia Episcopatuum attribuita all'imperatore bizantino Leone VI (886-912) e databile all'inizio del X secolo, Cotieo è indicata al 47º posto fra le metropoli del patriarcato, con tre diocesi suffraganee: Spore, Cone e Gaiocome. In un decreto sinodale del 996 appare per la prima volta il titolo metropolita Cotyaei attribuito al vescovo Stefano. La sede è menzionata nelle Notitiae Episcopatuum fino al XIV secolo.
Secondo lo storico Giovanni Malalas (VI secolo) quattro vescovi di Cotieo furono assassinati dagli abitanti della città prima che l'imperatore Teodosio II vi nominasse il prefetto Ciro. Uno di questi vescovi potrebbe essere Domnino, che prese parte al concilio di Efeso nel 431. Dopo il vescovo Ciro, che governò la chiesa di Cotieo tra il 441 e il 450, Janin inserisce il vescovo Marciano presente al concilio di Calcedonia (451); tuttavia questo vescovo, escluso da Le Quien, non apparteneva alla sede di Cotieo, ma a quella di Carallia. A sua volta Le Quien fa seguire il vescovo Eusebio che avrebbe preso parte al concilio di Costantinopoli del 553; Eusebio è escluso sia da Janin che da Destephen.
Bisogna aspettare un secolo prima di trovare il successivo vescovo di Cotieo, Cosma, che partecipò al concilio del 680, mentre al concilio in Trullo del 692 il vescovo, di cui non si conosce il nome, vi fu rappresentato dal diacono Giovanni. Costantino fu uno dei padri del secondo concilio di Nicea (787), mentre Antimo prese parte al concilio di Costantinopoli dell'879-880 che riabilitò il patriarca Fozio.
Nicola fu destinatario, attorno al 945, di una lettera di Alessandro, metropolita di Nicea. L'arcivescovo Stefano sottoscrisse un decreto del patriarca Sisinnio il 21 febbraio 997. La sigillografia ha trasmesso il nome di un altro vescovo, Epifanio, vissuto nel X secolo circa. Infine sono noti due vescovi nell'XI secolo, che presero parte ai sinodi patriarcali di Costantinopoli, Michele nel 1030 e nel 1032, e Leone nel 1071 e nel 1072.
Dal XIX secolo Cotieo è annoverata tra le sedi arcivescovili titolari della Chiesa cattolica; la sede è vacante dal 19 marzo 1964.

## Cronotassi

### Vescovi e arcivescovi greci
- Domnino † (menzionato nel 431)
- Ciro † (agosto/dicembre 441 - 450 dimesso)
- Eusebio ? † (menzionato nel 553)
- Cosma † (menzionato nel 680)
- Anonimo † (menzionato nel 692)
- Costantino † (menzionato nel 787)
- Antimo † (menzionato nell'879)
- Epifanio † (circa X secolo)
- Nicola † (menzionato nel 945 circa)
- Stefano † (menzionato nel 997)
- Michele † (prima del 1030 - dopo il 1032)[13]
- Leone † (prima del 1071 - dopo il 1072)[14]

### Arcivescovi titolari
- Adolphe Rayssac, M.E.P. † (17 luglio 1914 - 17 giugno 1941 deceduto)
- Antoni Władysław Szlagowski † (24 novembre 1945 - 28 febbraio 1956 deceduto)
- Francis William Markall, S.I. † (29 aprile 1956 - 23 novembre 1956 succeduto arcivescovo di Salisbury)
- Daniel James Gercke † (28 settembre 1960 - 19 marzo 1964 deceduto)